# Aha Shake Heartbreak
A 2004-es Aha Shake Heartbreak a Kings of Leon második nagylemeze. A lemez mellé három kislemez jelent meg az Egyesült Királyságban: The Bucket, Four Kicks és King of the Rodeo.
Az eredeti kiadás borítóján egy fehér háttér látható, rajta egy orchideával, egy másik kiadáson fekete háttéren látható egy másfajta orchidea. Utóbbi kiadáson egy bónuszdal is szerepel, a Where Nobody Knows.
Az album szerepel az 1001 lemez, amit hallanod kell, mielőtt meghalsz című könyvben.

## Az album dalai
|     | Cím                                                       | Hossz     |
| --- | --------------------------------------------------------- | --------- |
| 1.  | Slow Night, So Long (a Too Good To Tango rejtett számmal) | 2:46/3:54 |
| 2.  | King of the Rodeo                                         | 2:25      |
| 3.  | Taper Jean Girl                                           | 3:05      |
| 4.  | Pistol of Fire                                            | 2:20      |
| 5.  | Milk                                                      | 4:00      |
| 6.  | The Bucket                                                | 2:55      |
| 7.  | Soft                                                      | 2:59      |
| 8.  | Razz                                                      | 2:15      |
| 9.  | Day Old Blues                                             | 3:33      |
| 10. | Four Kicks                                                | 2:09      |
| 11. | Velvet Snow                                               | 2:11      |
| 12. | Rememo                                                    | 3:23      |
| 13. | Where Nobody Knows (bónuszdal)                            | 2:24      |

## Fordítás
Ez a szócikk részben vagy egészben az Aha Shake Heartbreak című angol Wikipédia-szócikk ezen változatának fordításán alapul.  Az eredeti cikk szerkesztőit annak laptörténete sorolja fel. Ez a jelzés csupán a megfogalmazás eredetét és a szerzői jogokat jelzi, nem szolgál a cikkben szereplő információk forrásmegjelöléseként.